# Bircent Karagaren
Bircent Karagaren (Asenovgrad, 6 de diciembre de 1992) es un futbolista búlgaro que juega de centrocampista en el FC Arda Kardzhali de la Primera Liga de Bulgaria.

## Selección nacional
Karagaren es internacional con la selección de fútbol de Bulgaria, con la que fue convocado por primera vez en octubre de 2019 para dos partidos de clasificación para la Eurocopa 2020 frente a la selección de fútbol de Montenegro y la selección de fútbol de Inglaterra, debutando en el partido que les enfrentó a la selección montenegrina.

## Clubes
| Club                 | País     | Año       |
| -------------------- | -------- | --------- |
| Asenovets Asenovgrad | Bulgaria | 2011-2012 |
| PFC Shumen           | Bulgaria | 2012      |
| Etar 1924            | Bulgaria | 2013      |
| FC Vereya            | Bulgaria | 2013-2014 |
| Lokomotiv Plovdiv    | Bulgaria | 2014-2016 |
| FC Dunav Ruse        | Bulgaria | 2017-2018 |
| Lokomotiv Plovdiv    | Bulgaria | 2018-2023 |
| FC CSKA 1948 Sofia   | Bulgaria | 2023-2025 |
| FC Arda Kardzhali    | Bulgaria | 2025-     |

## Palmarés

### Títulos nacionales
| Título                | Club              | País     | Año  |
| --------------------- | ----------------- | -------- | ---- |
| Copa de Bulgaria      | Lokomotiv Plovdiv | Bulgaria | 2019 |
| Copa de Bulgaria      | Lokomotiv Plovdiv | Bulgaria | 2020 |
| Supercopa de Bulgaria | Lokomotiv Plovdiv | Bulgaria | 2020 |